# Mastigosporium rubricosum
Mastigosporium rubricosum är en svampart som först beskrevs av Dearn. & Barthol., och fick sitt nu gällande namn av John Axel Nannfeldt 1939. Mastigosporium rubricosum ingår i släktet Mastigosporium, divisionen sporsäcksvampar och riket svampar.   Inga underarter finns listade i Catalogue of Life.